# Joel Ross

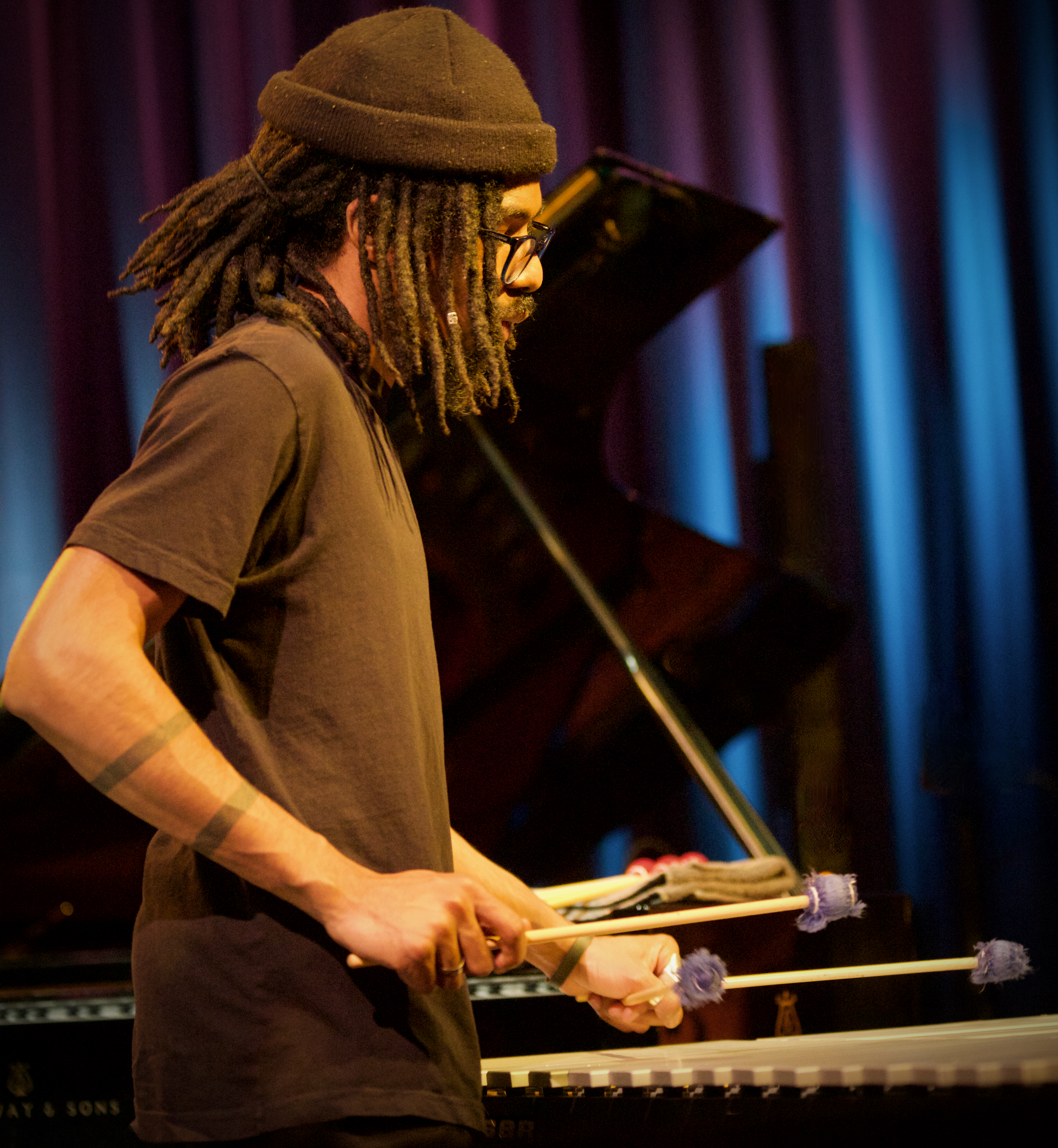
Joel Ross mit dem Marquis Hill Blacktet bei einem Auftritt in Amsterdam 2019

Joel Melvin Ross (* 1995 in Chicago) ist ein US-amerikanischer Jazzmusiker (Vibraphon, Komposition, auch Piano) des Modern Jazz.

## Leben und Wirken

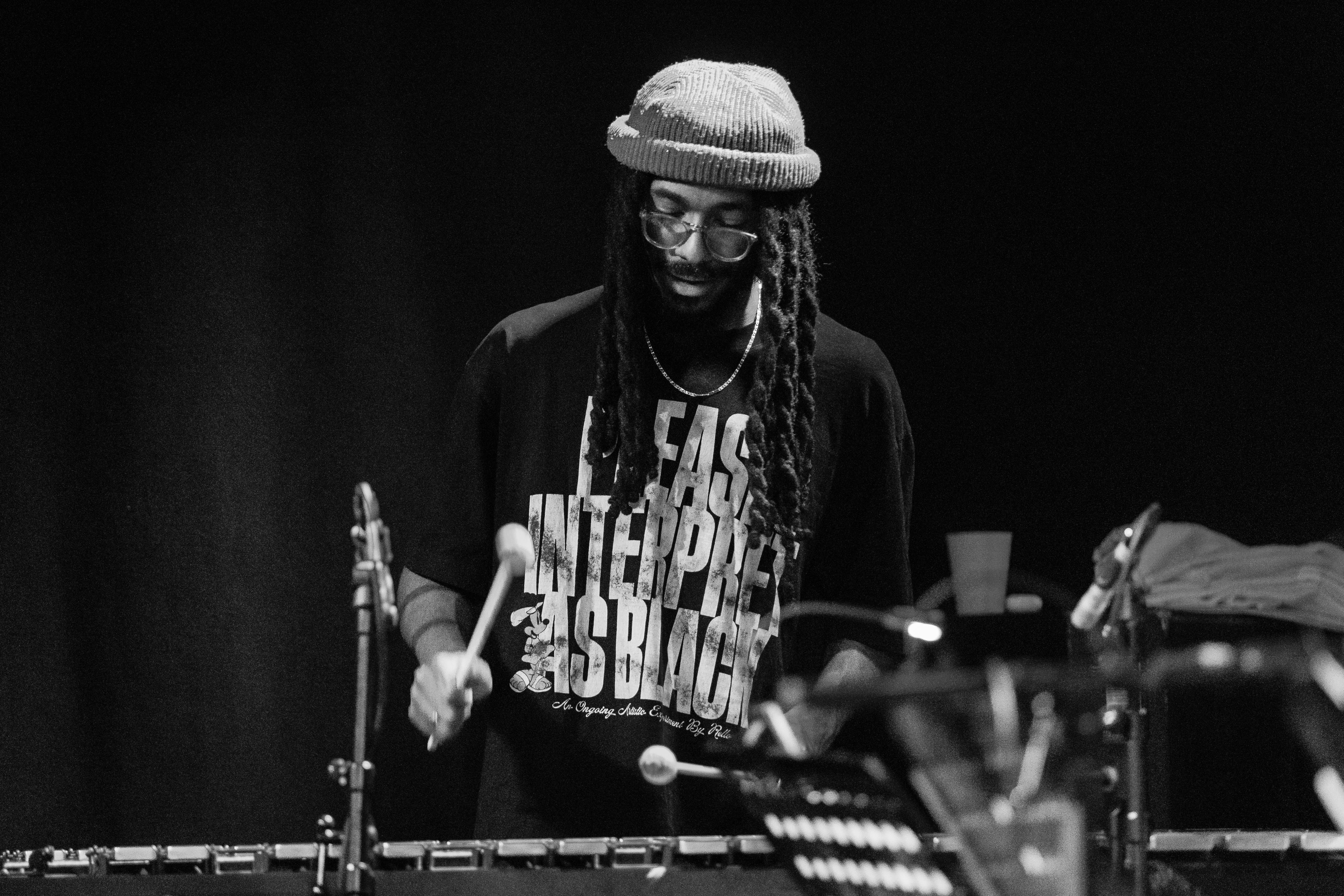
Joel Ross (2023)
Bild: Tore Sætre

Ross begann (ebenso wie sein Zwillingsbruder) bereits mit drei Jahren, Schlagzeug zu spielen; schon bald spielte er im Musikensemble ihrer Kirche, in der ihr Vater zeitweise Chorleiter war, am Schlagzeug. Mit zehn Jahren wechselte er in der Schulband zum Xylophonspielen; auf der High School lernte er Perkussion, Vibraphon und Piano. Mit einem Stipendium studierte er zwei Jahre am Brubeck Jazz Institute in Kalifornien, wo er Unterricht bei Stefon Harris hatte. 2016 tourte er mit Marquis Hill. Ross arbeitete in der amerikanischen Jazzszene seit 2013 u. a. mit Musikern wie Herbie Hancock, Wynton Marsalis, Christian McBride, Ambrose Akinmusire, Jon Batiste und Gerald Clayton. Zudem trat er auf internationalen Festivals auf wie Jazz in Marciac, Monterey Jazz Festival oder auf dem Chicago Jazz Festival; außerdem hatte er Gastspiele in Spielstätten wie dem Duc des Lombards, Ronnie Scott’s Jazz Club, The Jazz Gallery, Jazz at Lincoln Center, SFJazz und The Jazz Showcase.
Ross lebt in Brooklyn (New York), wo er mit seiner eigenen Formation Good Vibes (mit Immanuel Wilkins, Fabian Almazan, Harish Raghavan und Marcus Gilmore) auftrat und sein Debütalbum unter eigenem Namen, KingMaker, einspielte. Für das JazzFest Berlin 2020 wurde ein Konzert von Joel Ross & Good Vibes aus dem Roulette in Brooklyn live gestreamt. In veränderter Formation entstanden die Folgealben Who Are You? und The Parable of the Poet. Seit 2016 ist er auch auf Alben mit Ryan Slatko, Aaron Burnett & The Big Machine, Walter Smith III, Jure Pukl, Harish Raghavan (Calls for Action, 2019), Makaya McCraven (Universal Beings, Deciphering the Message, In These Times) und Jason Palmer (The Concert, 12 Musings for Isabella) zu hören. Er war auch an Johnathan Blakes Blue-Note-Debüt Homeward Bound (2021), Marquis Hills New Gospel Revisited (2022) und Brandee Youngers Brand New Life (2023) beteiligt.

## Preise und Auszeichnungen
2013 gehörte Ross zu den Finalisten bei Thelonious-Monk-Wettbewerb und bei YoungArts Jazz. 2016 war er Sieger bei der Jazz Forward Competition auf dem IAMP PDX Jazz Festival; außerdem erhielt er in Amsterdam den Keep an Eye International Jazz Award. Für sein Album KingMaker erhielt er 2021 einen Deutschen Jazzpreis.

## Diskographische Hinweise
- Ryan Slatko: First Impressions (2016), mit Daniel Dickinson, Samir Zarif, Linda Oh, Ulysses Owens, Jr.
- Aaron Burnett & The Big Machine (Fresh Sound New Talent, 2018, mit Peter Evans, Corey Wilcox, Carlos Homs, Nick Jozwiak, Tyshawn Sorey)
- Walter Smith III, Matthew Stevens, Joel Ross, Harish Raghavan, Marcus Gilmore: In Common (Whirlwind Recordings, 2018)
- KingMaker (Blue Note Records, 2019)
- Who Are You? (Blue Note Records, 2020, mit Immanuel Wilkins, Jeremy Corren, Kanoa Mendenhall, Jeremy Dutton sowie Brandee Younger)[7]
- The Parable of the Poet (Blue Note Records, 2022, mit Marquis Hill, Kalia Vandever, Immanuel Wilkins, Maria Grand, Sean Mason, Rick Rosato, Craig Weinrib sowie Gabrielle Garo)[8]
- Nublues (Blue Note, 2024)